# Bethalus cordatus
Bethalus cordatus är en kräftdjursart som först beskrevs av Dollfus 1895.  Bethalus cordatus ingår i släktet Bethalus och familjen Armadillidae. Inga underarter finns listade i Catalogue of Life.